# Waku Waku Sonic Patrol Car
Waku Waku Sonic Patrol Car (わくわくソニックパトカー?, Waku Waku Sonikku Pato Kā) è un videogioco di guida sviluppato da Sega AM1 e pubblicato da SEGA per la scheda di videogiochi arcade Sega System C-2 nel 1991.

## Trama
In questo titolo Sonic intraprende la carriera di poliziotto e ha l'incarico di mantenere l'ordine delle strade della città in cui vive. Nel frattempo il Dr. Eggman a bordo di un veicolo di sua invenzione cerca di portare fuori strada le macchine di passaggio, così spetta al porcospino blu il compito di fermarlo.

## Modalità di gioco
Waku Waku Sonic Patrol Car è un simulatore di guida arcade che presenta una grafica bidimensionale con vista dall'alto. All'inizio del gioco, il giocatore prende il controllo del porcospino Sonic che dopo una breve presentazione e una spiegazione sul suo mestiere, salirà a bordo della sua auto di pattuglia. Dopodiché, inizierà a muoversi in giro per le strade della città e bisognerà controllare l'auto come meglio si preferisce, ad esempio accendendo o spegnendo la sirena oppure saltando fuori dal veicolo; il cabinato presenta un volante, un pedale, alcuni pulsanti e una leva. Durante il tragitto, si potrà incappare in alcuni incroci; se il semaforo sarà rosso, il giocatore dovrà fermarsi per far passare gli animali che attraverseranno la strada poco dopo, in caso contrario si potrà continuare la pattuglia senza dover attendere i pedoni. Ad un certo punto apparirà il Dr. Eggman, che inizierà a spingere le auto della propria corsia, così il giocatore dovrà accendere la sirena e inseguirlo. Per attaccare il perfido scienziato, bisogna premere un pulsante apposito affinché Sonic salti fuori dal mezzo e lo colpisca tramite la tecnica Spin Jump. Durante l'inseguimento, si dovranno evitare le bombe che la sua nemesi gli lancerà sulla strade per rallentare la velocità del suo veicolo. Se danneggiata a sufficienza, l'auto di Eggman esploderà, ma lui riuscirà a fuggire illeso. Se il giocatore non esegue alcuna azione per molto tempo, il nemico se ne andrà. Indipendentemente dal risultato ottenuto, Sonic farà ritorno alla stazione di polizia e saluterà il giocatore. A seconda di quanto sarà bravo ad evitare le collisioni, si guadagneranno dei punti, dove il punteggio totale sarà di cinque stelle.

## Sviluppo e pubblicazione
Waku Waku Sonic Patrol Car è stato sviluppato da Sega AM1, che produce giochi arcade. Il simulatore gira su un sistema PCB C-2, le cui schede originali provenivano dalla console Sega Mega Drive. La musica di sottofondo è il tema di Green Hill Zone, il primo livello del gioco Sonic the Hedgehog, ma in versione rallentata. La grafica e gli sprite in Waku Waku Sonic Patrol Car sono diversi da quelli usati nell'originale Sonic the Hedgehog. Il titolo contiene anche alcune brevi registrazioni vocali, il che lo rende uno dei primi giochi della saga a presentare personaggi doppiati. In questo caso Sonic the Hedgehog è stato doppiato da Takeshi Kusao mentre il Dr. Eggman da Masaharu Satō, i quali in seguito sono tornati a ricoprire i rispettivi ruoli nei successivi titoli arcade appartenenti al franchise, ovvero SegaSonic Cosmo Fighter Galaxy Patrol e SegaSonic the Hedgehog.
Waku Waku Sonic Patrol Car è stato pubblicato nel 1991 solo in Giappone. A causa della sua scarsa popolarità, il suo cabinato viene considerato una rarità nel mercato dedicato. A settembre 2015, l'immagine ROM è stata riprodotta tramite l'emulatore MAME.

## Accoglienza
Il gioco ha ricevuto la maggior parte delle recensioni solo nel 2015, dopo la pubblicazione di una versione aggiornata dell'emulatore MAME, grazie alla quale è possibile giocare a Waku Waku Sonic Patrol Car su un personal computer. David Molke di GamesPilot ha definito il titolo arcade insieme al SegaSonic Cosmo Fighter come "leggendario" vista la sua uscita nel 1991, e lo reputò uno strano capitolo nella storia di Sonic the Hedgehog. Luke Plunkett di Kotaku ha affermato che, nonostante la sua rarità, il programma MAME in sé non poteva trasmettere lo spirito che si avverte durante una fase di gioco su una vera macchina arcade. Liam Martin di Digital Spy criticò in maniera negativa Waku Waku Sonic Patrol Car in quanto il protagonista doveva muoversi a bordo di un'auto e questo rallentava Sonic, inoltre non ha ritenuto che fosse una buona idea doppiare il riccio ed Eggman.